# 20479 Celisaucier
20479 Celisaucier è un asteroide della fascia principale. Scoperto nel 1999, presenta un'orbita caratterizzata da un semiasse maggiore pari a 2,4684922 UA e da un'eccentricità di 0,0463243, inclinata di 3,16844° rispetto all'eclittica.